# Кузнечная улица (Таганрог)
Кузне́чная улица — улица в городе Таганроге (Ростовская область).
Проходит от Гоголевского переулка до Транспортной улицы. Протяжённость 2,77 км. До переименования части улицы в 2003 году проходила от Гоголевского переулка до улицы Галицкого, а протяжённость была 6160 м.

## История
Своё название Кузнечная улица получила ещё в середине XIX века из-за расположенных на ней кузнечных мастерских.
По воспоминаниям П. П. Филевского, в январе 1918 года на Кузнечной улице были расстреляны пулемётным огнём из засады юнкера 3-й Киевской школы прапорщиков, вынужденные заключить с большевиками перемирие и пытавшиеся, в соответствии с договорённостью, покинуть город.
В феврале 2003 года администрация города постановила переименовать Кузнечную улицу в пределах от Транспортной улицы № 144 и № 167/3 (включительно) до ул. Галицкого в улицу имени С. И. Шило, сохранив за исторической частью улицы название — Кузнечная.
Первоначально планировалось переименовать в улицу им. С. И. Шило всю Кузнечную улицу. Но столкнувшись с неожиданным сопротивлением горожан, администрация во главе с К. А. Семериковым приняла решение переименовать только часть улицы.